# Laubach, Bas-Rhin
Laubach là một xã thuộc tỉnh Bas-Rhin trong vùng Grand Est đông bắc Pháp.